# Linea 7 (metropolitana di Valencia)
La linea 7 della metropolitana di Valencia è stata creata nel marzo 2015 come scissione dalla linea 5, in particolare dalla diramazione che va da Torrent Avinguda alla stazione di Marítim, passando per la stazione di interscambio Bailén. La storia di questa linea inizia il 22 settembre 2004, quando viene inaugurata la diramazione che dal comune di Torrent, partendo dalla stazione di superficie di Torrent, arriva attraverso un tunnel sotterraneo fino alla nuova stazione di Torrente Avinguda, molto più centrale della precedente. Un anno dopo, il 3 ottobre 2005, è stata creata la stazione di Bailén sulla diramazione che collegava le linee 1 e 5 tra Colón e Jesús. Il 2 aprile 2007 è entrata in servizio la stazione Marítim, una stazione intermodale progettata per collegare la vecchia linea 5 con il tram al porto. Nei giorni feriali, c'è una metropolitana che inizia il suo viaggio a Machado (linee 3 e 9) e va a Torrent Avinguda (linee 2 e 7). Inoltre, le ultime quattro metro che partono da Torrent Avinguda hanno come capolinea Machado.
È l'unica linea metropolitana che non passa per la stazione Àngel Guimerà.
Nella stazione di Bailén è presente un tunnel pedonale che collega la linea 7 alla linea 10 tramite la stazione di Alacant.

## Piani futuri
Alla fine del 2021 è stato presentato il Piano di mobilità metropolitana (PMoMe) di Valencia 2022-2035, che prevede la creazione di un nuovo tunnel tra le stazioni di Alameda e Bailén (con una nuova stazione in Plaza del Ayuntamiento) al fine di eliminare il collo di bottiglia che si crea nel centro della città tra le stazioni di Alameda e Colón, migliorando quindi frequenze e fluidità. Ciò inciderebbe sull'attuale percorso delle linee 3, 7 e 9. La nuova linea 7 partirebbe dalla stazione Alboraia Peris Aragó e avrebbe come capolinea la stazione di Castelló, condividendo il percorso con la nuova linea 3 tra la stazione di origine e Torrent. La linea utilizzerebbe il futuro tunnel tra Alameda e Bailén per attraversare il centro della città.